# Mollisina
Mollisina is een geslacht van schimmels behorend tot de familie Pezizellaceae. De typesoort is Mollisina rubi.

## Soorten
Volgens Index Fungorum telt het geslacht 13 soorten (peildatum januari 2022):
| Soortnaam                             | Auteur(s)           | Publicatiejaar |
| ------------------------------------- | ------------------- | -------------- |
| Mollisina acanthopila                 | (Svrček) Raitv.     | 2004           |
| Mollisina acerina (Esdoornglaskelkje) | (Mouton) Höhn.      | 1926           |
| Mollisina alba                        | Graddon             | 1990           |
| Mollisina ammophilae                  | E.K. Cash           | 1959           |
| Mollisina circinans                   | (Pat.) Dennis       | 1970           |
| Mollisina echinulifera                | Scheuer & Baral     | 1988           |
| Mollisina flava                       | Arendh.             | 1979           |
| Mollisina globulosa                   | Arendh.             | 1979           |
| Mollisina groenlandica                | Raitv.              | 2003           |
| Mollisina minutissima                 | Raitv. & R. Galán   | 1993           |
| Mollisina oedema (Roestglaskelkje)    | (Desm.) Dennis      | 1964           |
| Mollisina rubi (Bramenglaskelkje)     | (Rehm) Höhn.        | 1926           |
| Mollisina uncinata                    | Arendh. & R. Sharma | 1984           |